# Henri-Édouard Lombard
Pour les articles homonymes, voir Lombard.
Henri-Édouard Lombard né à Marseille le 20 janvier 1855 et mort à Paris le 25 juillet 1929 est un sculpteur français.

## Biographie
Henri Lombard est le fils de Jean Jacques Lombard et de Joséphine Marguerite Desbief ; il se marie  à La Cadière-d'Azur le 19 novembre 1901 avec Élisabeth Vaisse.
Il est élève à Marseille au lycée Thiers, puis de l’école des beaux-arts de Marseille avec son frère Frédéric (1850-1906) qui sera architecte. Il est alors élève d'Antoine Bontoux. Il obtient une bourse de la ville et s'installe à Paris où il travaille dans l'atelier de Jules Cavelier. Il obtient un deuxième prix de Rome, puis le grand prix de Rome de 1883 pour La Mort de Diagoras de Rhodes.
Il reçoit des commandes de particuliers et de l’État. Il réalise un Monument à Pierre Puget érigé en 1906 place du Général-de-Gaulle à Marseille, puis transféré dans la même ville sans son piédestal en haut du cours Pierre-Puget. Il réalise également la statue de L'Été en 1906 pour le jardin des Tuileries à Paris. Sculpteur fort apprécié, on retrouve ses œuvres sur les frontons du palais de justice de Nice (La Justice entre la Force et la Vérité, 1893), ou la Caisse d'épargne de Marseille (La Provence rurale et maritime, 1908) ou encore au Grand Palais à Paris (La Paix, 1900). Au Salon de 1894, il présente une Nymphe chasseresse.
Il est nommé chevalier de la Légion d’honneur en 1894, et reste professeur de modelage aux cours du soir à l'École des beaux-arts de Paris jusqu'à sa mort. Il est enterré au cimetière de Bandol où il possédait la villa La Tartane située boulevard Victor Hugo.

## Collections publiques
- Aix-en-Provence, musée Granet : Apollon vainqueur, bas-relief en bronze, dépôt du musée d'Orsay[10].
- Bandol, port de la commune : Monument aux morts de Bandol, 1921[11].
- Marseille :
  - musée des Beaux-Arts : Hélène, 1885, statue polychrome en marbre et onyx[12].
  - palais de justice, salle des pas perdus : Monument aux avocats morts pour la France, le barreau de Marseille, 1921, bas-relief en marbre[13].
  - cours Pierre-Puget : Monument à Pierre Puget, 1906[14],[15].
  - Caisse d'épargne, place Estrangin-Pastré : La Provence rurale et maritime, 1904, fronton en pierre.
- Nice :
  - palais préfectoral : Nice se donnant à la France, 1896, groupe en marbre. Cette statue se trouve dans la salle des fêtes, dans une niche de style baroque décorée d'un fronton avec les armes de Nice entourées de celles des sous-préfectures de Grasse et de Puget-Théniers[16].
  - palais de justice : La Justice entre la Force et la Vérité, 1893, fronton en pierre.
- Paris :
  - Grand Palais : La Paix, 1900[17].
  - École nationale supérieure des beaux-arts : Mort de Diagoras de Rhodes, 1883, bas-relief en plâtre[18].
  - hôtel de ville : Jean-Baptiste Camille Corot, statue en pierre, deuxième étage, en retour du pavillon droit, sur la façade de la rue de Rivoli.
  - musée d'Orsay :
    - Apollon vainqueur, 1909, bas relief en bronze, 156,5 × 108 × 11,7 cm[19].
    - Été, 1906, statue en marbre, 232 × 80 × 85 cm[20].
    - Samson et Dalila, 1892, groupe en marbre, 228 × 140 × 170 cm[21].

  - théâtre national de l'Opéra-Comique : André Grétry, buste en marbre blanc sur piédouche[22].
- Valenciennes, musée des Beaux-Arts : Monument à Watteau, marbre, située en façade du musée côté jardin[23].

Œuvres d’Henri Lombard
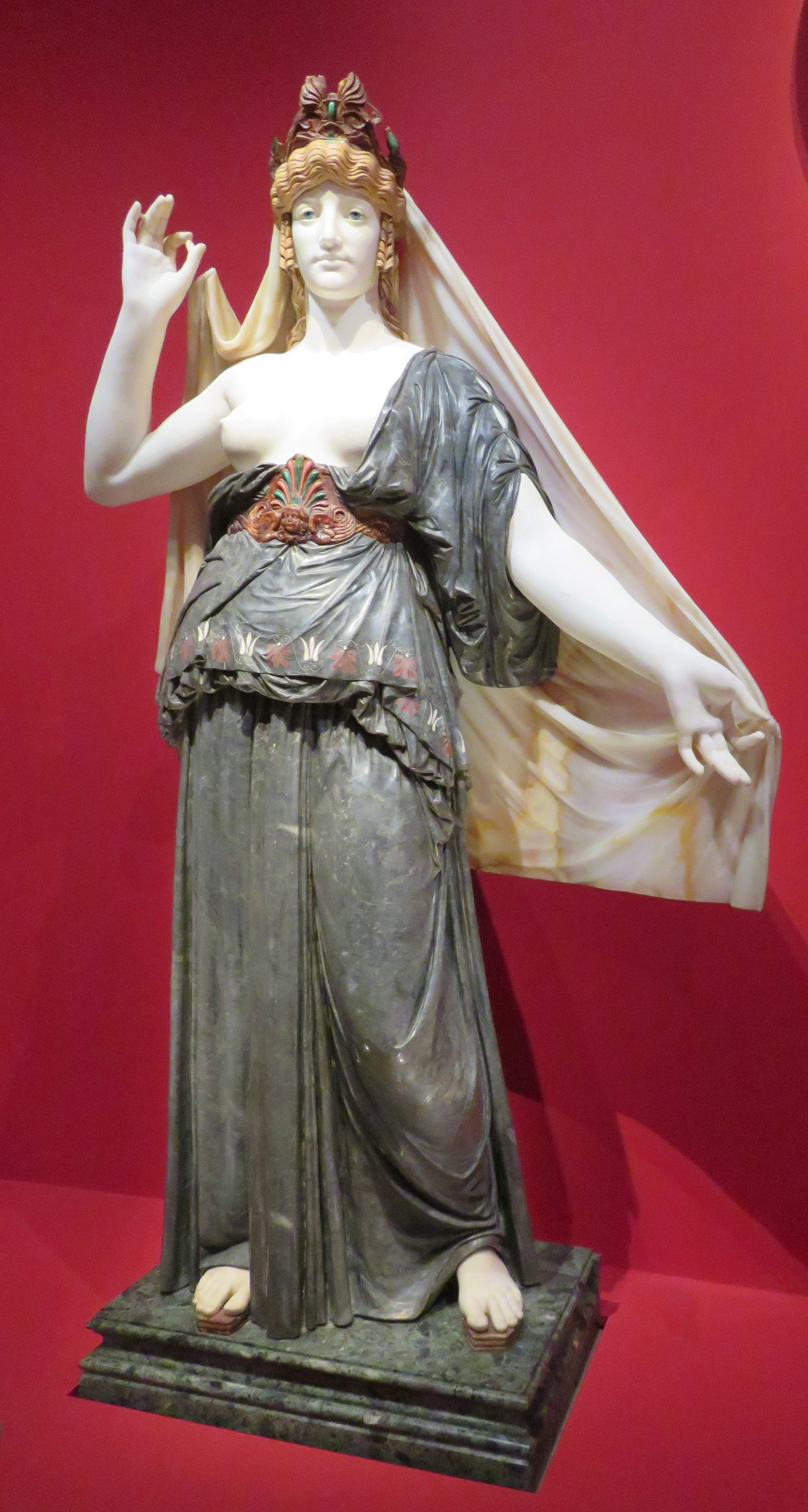
Hélène (1885), musée des Beaux-Arts de Marseille.
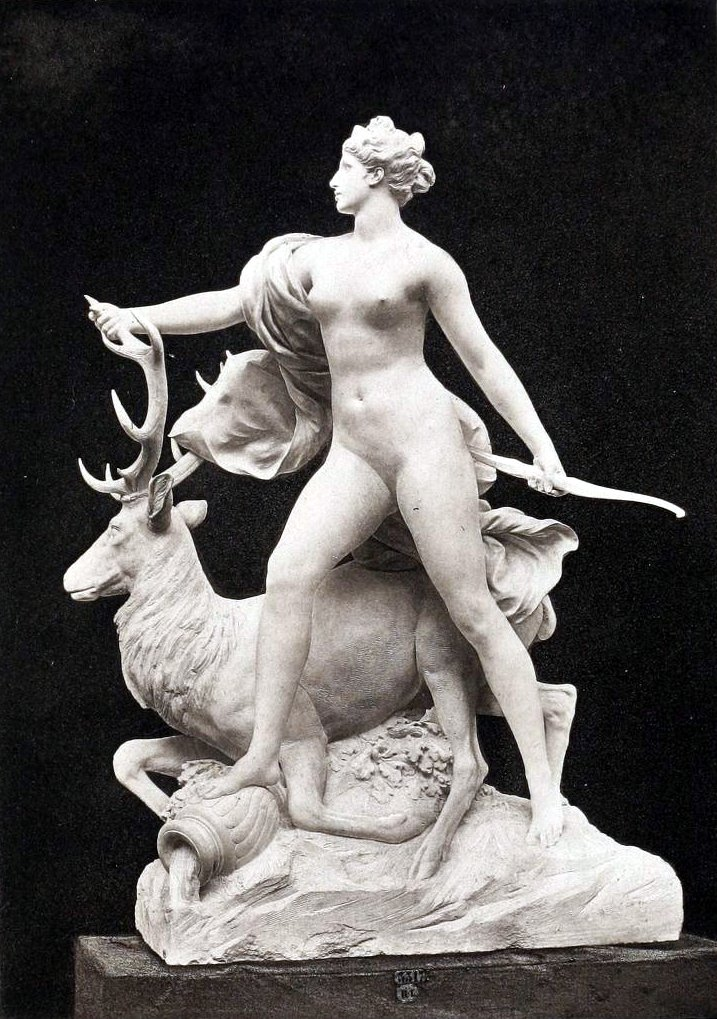
Nymphe chasseresse (Salon de 1894), localisation inconnue.
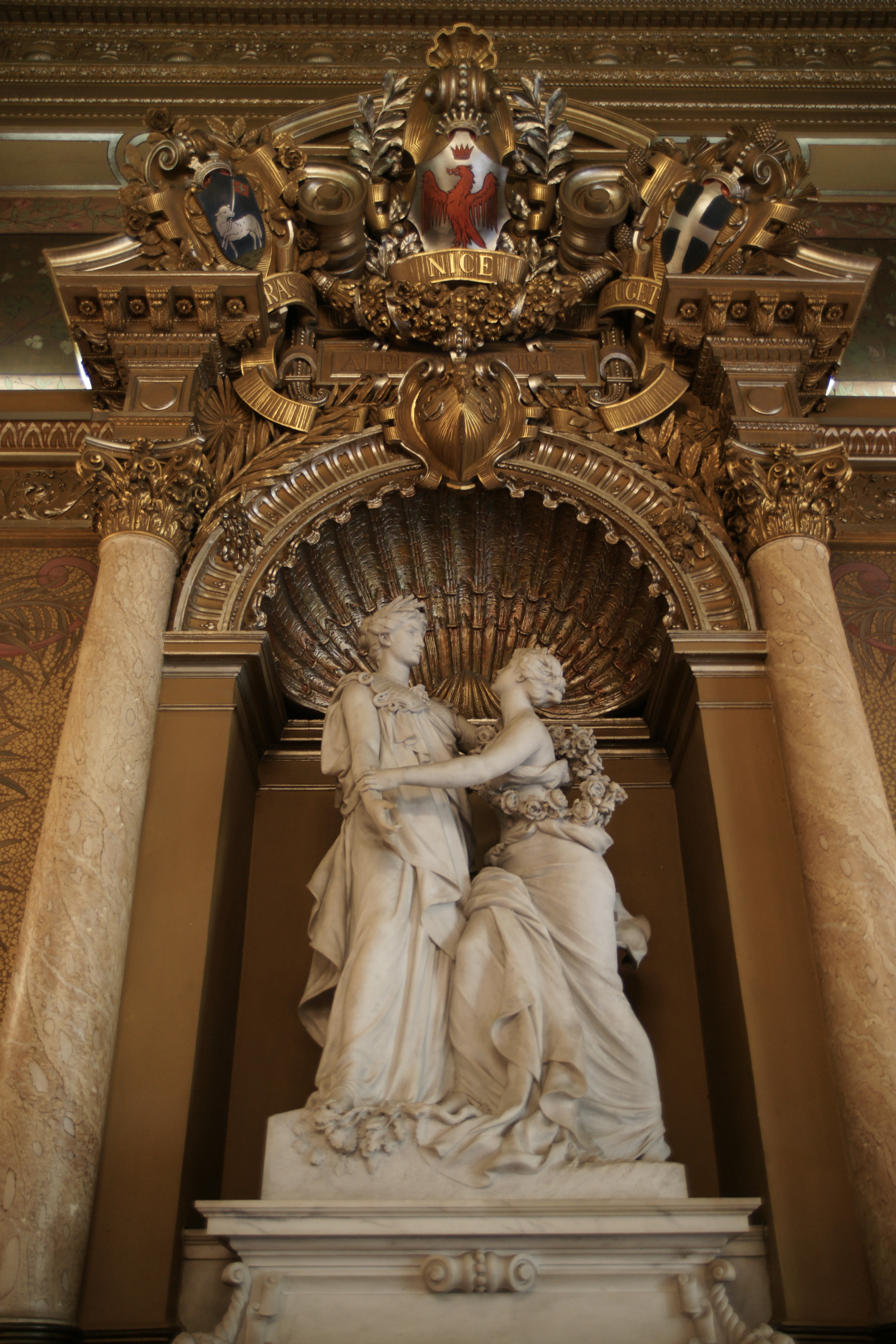
Nice se donne à la France (1896), Nice, salle des fêtes du palais préfectoral.
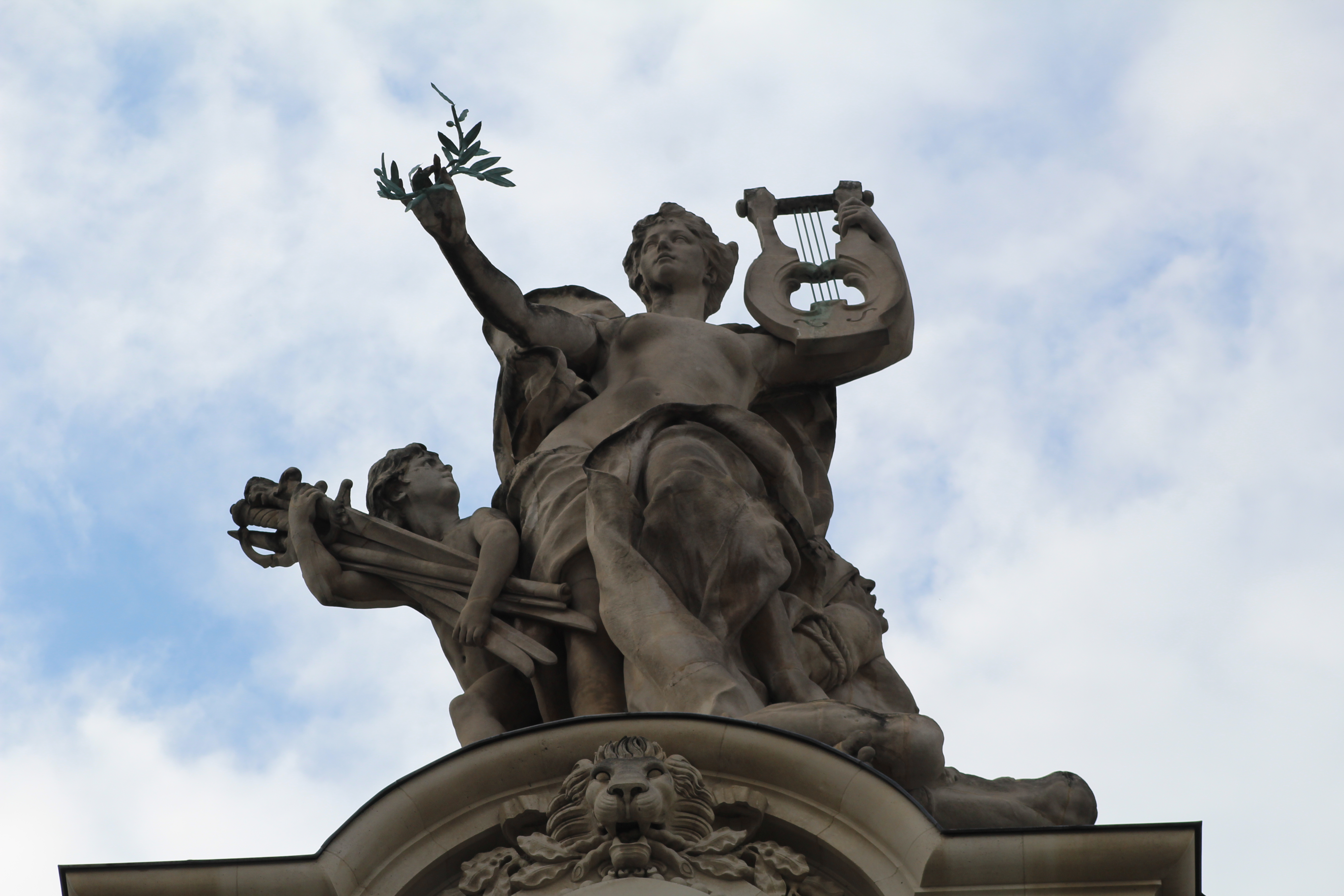
La Paix (1900), Paris, Grand Palais.
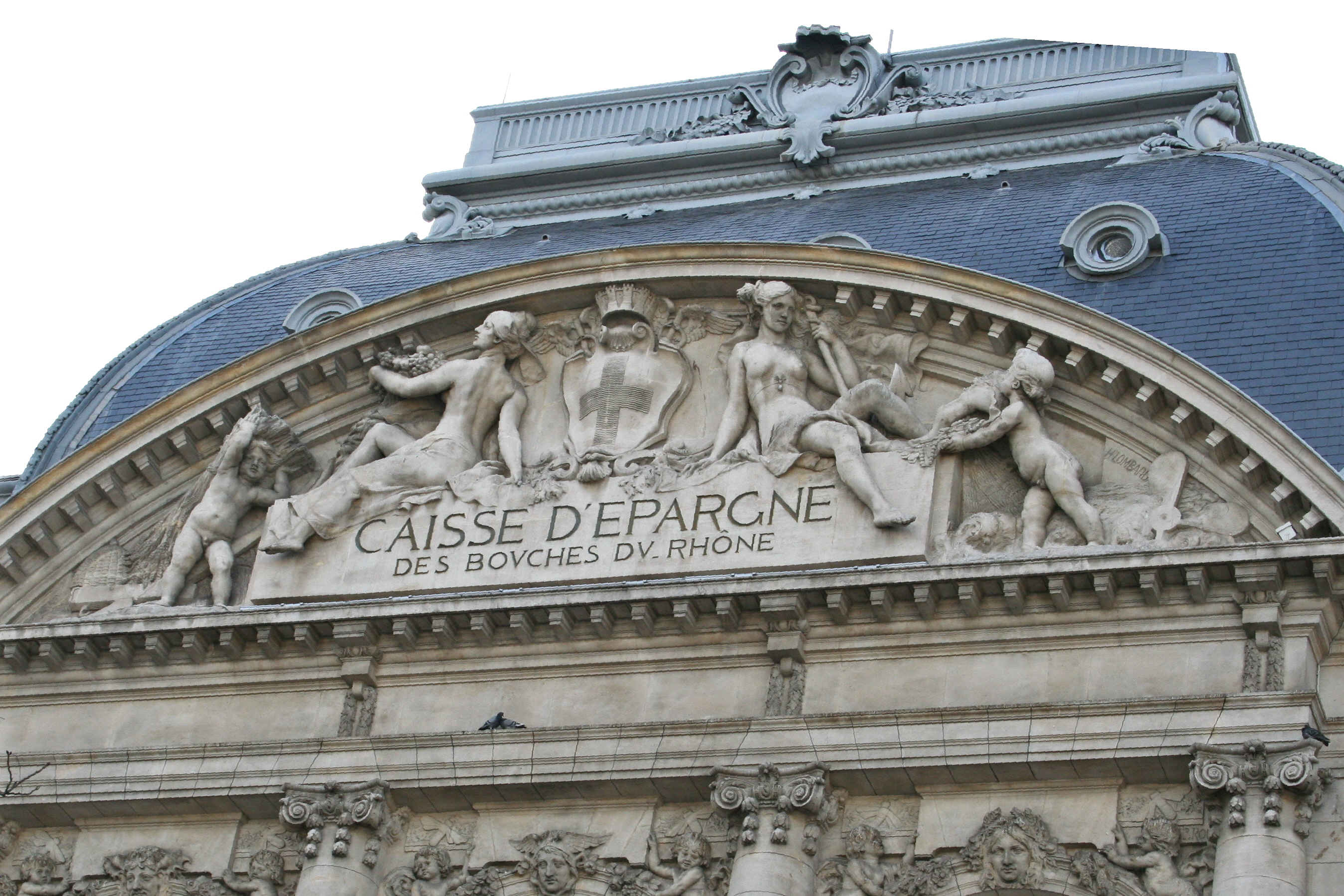
La Provence rurale et maritime (1904), Marseille, fronton de la Caisse d'épargne.
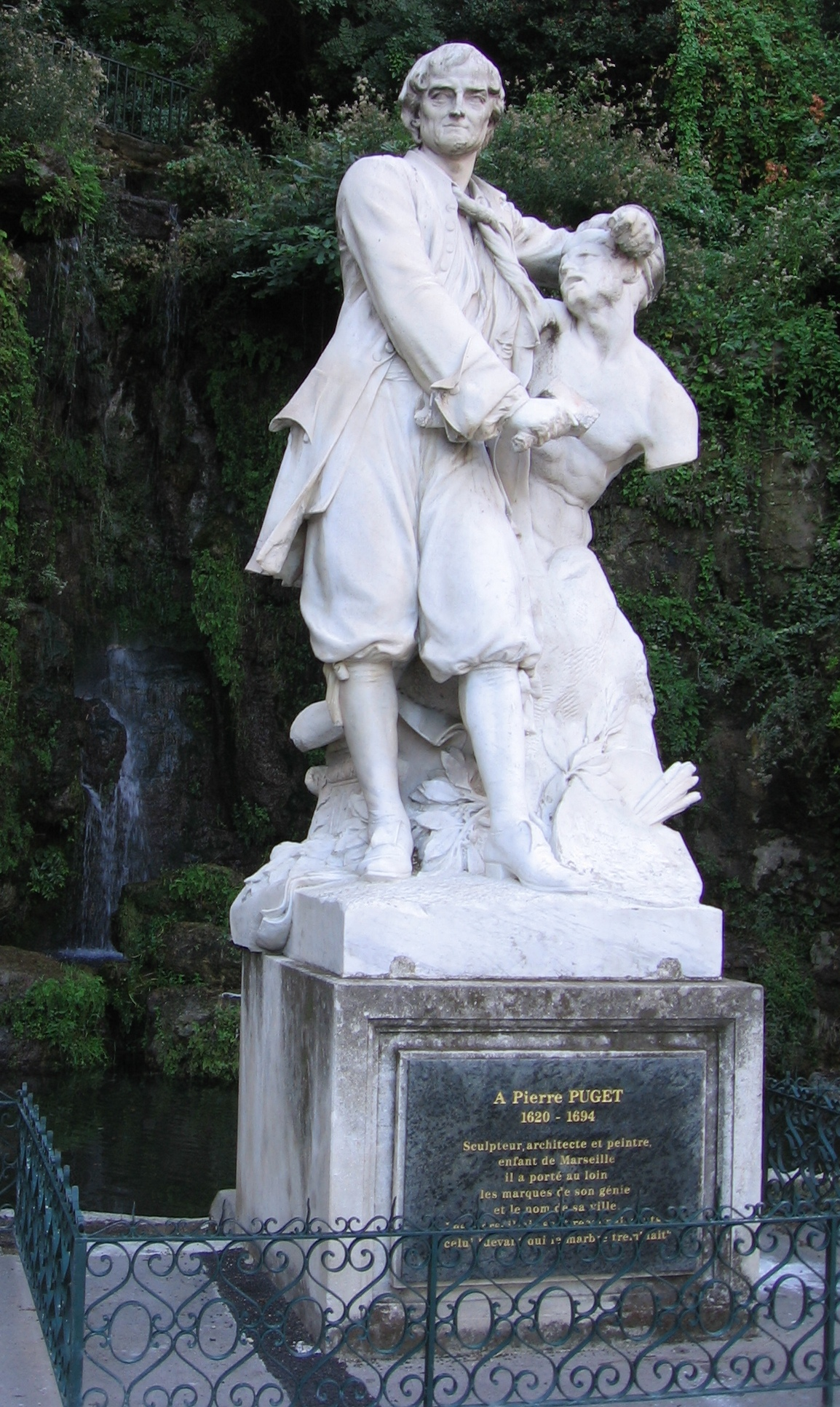
Monument à Pierre Puget (1906), Marseille, cours Pierre-Puget.
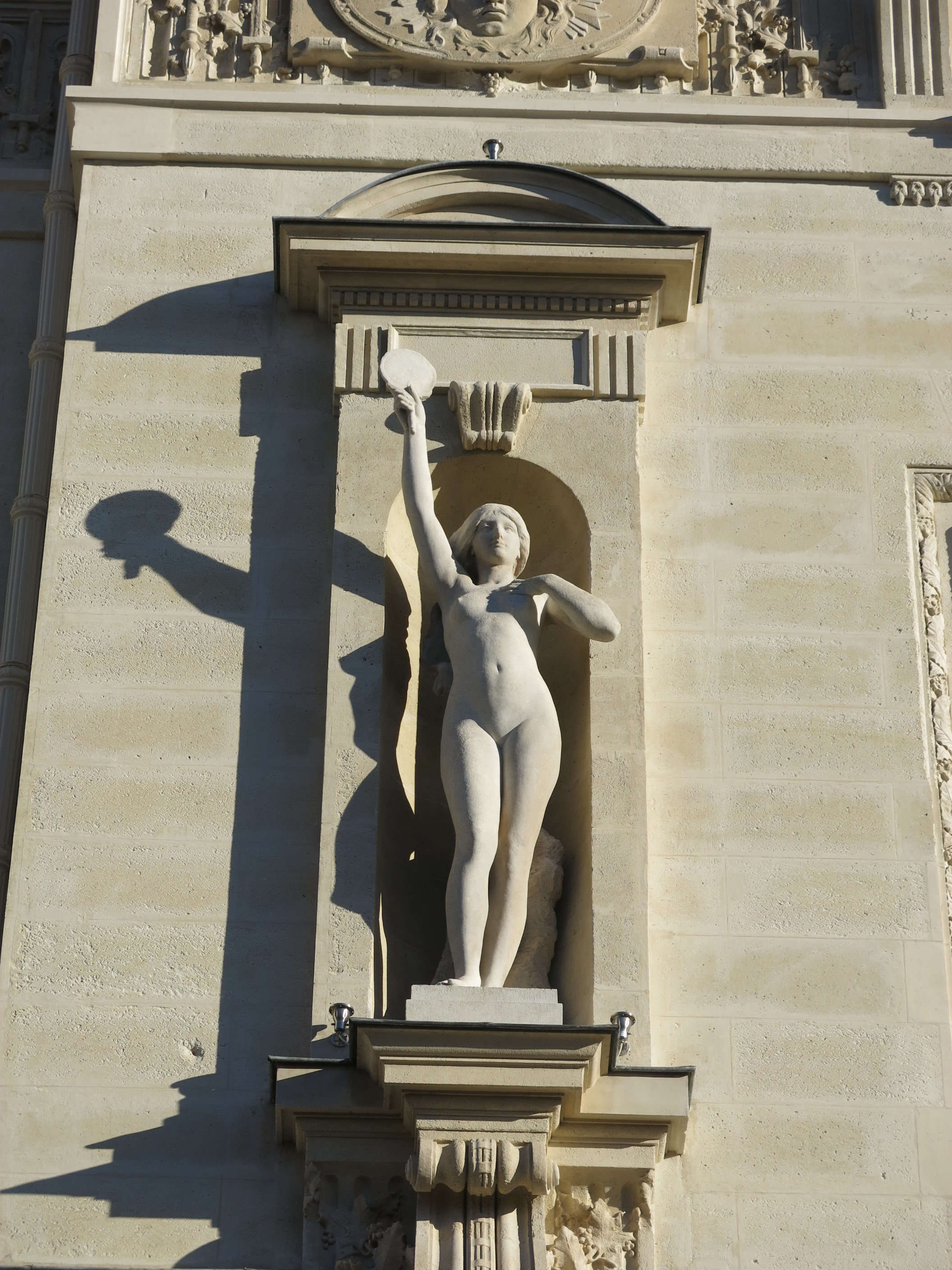
La Vérité (1914), façade sud du palais de justice de Paris.
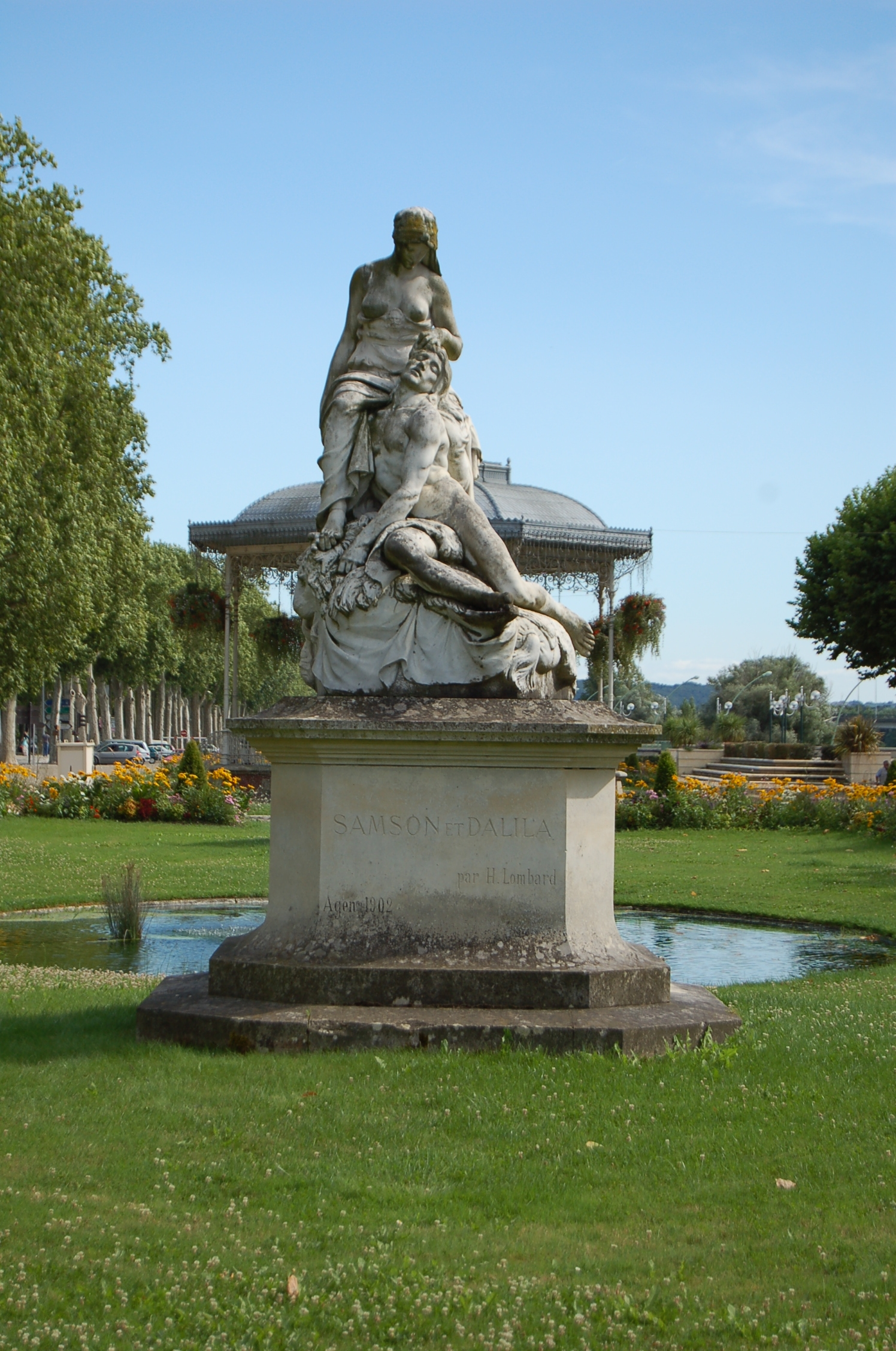
Samson et Dalila (1919), Agen.
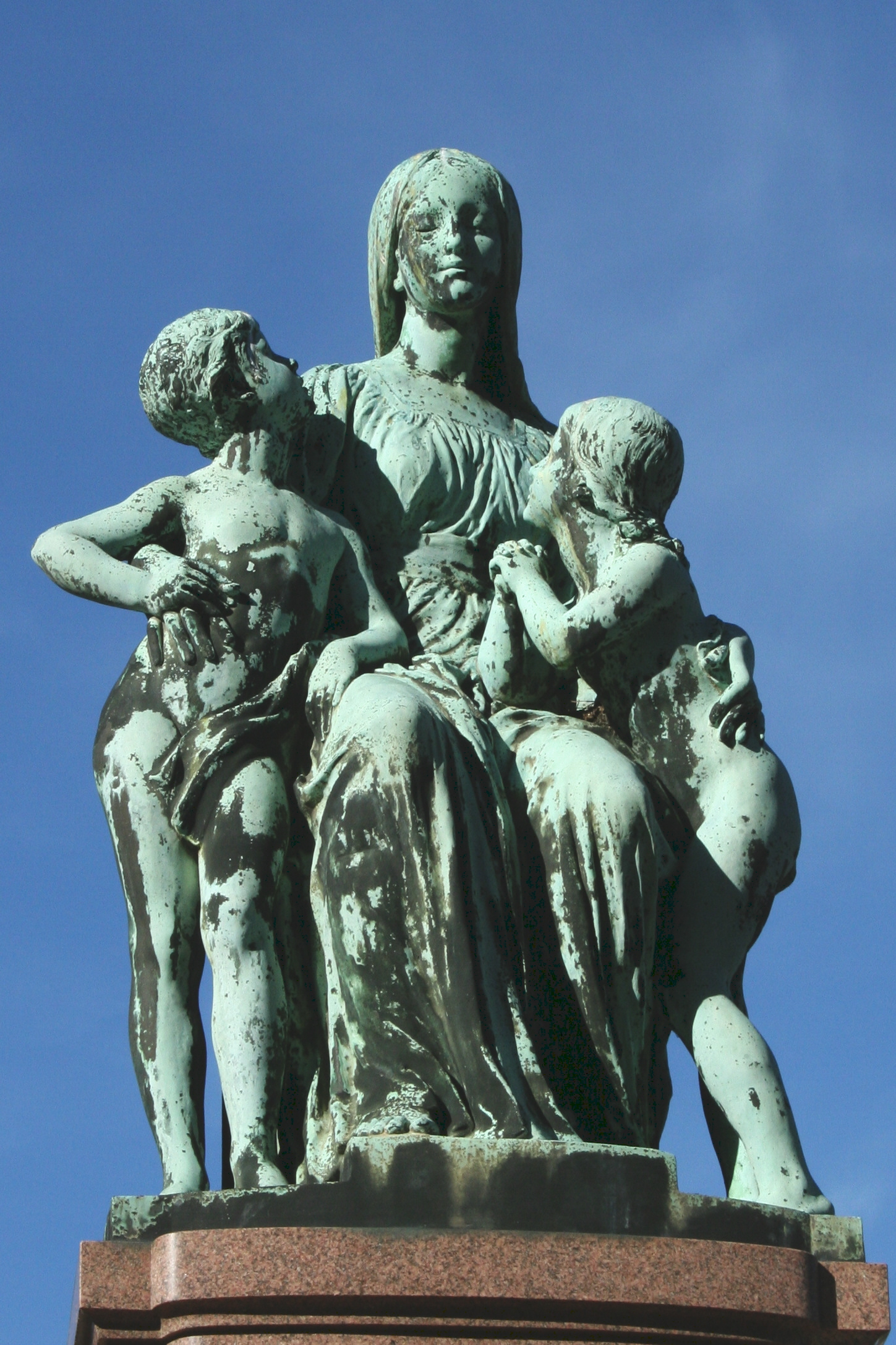
La Bienfaisance, Marseille, cimetière Saint-Pierre.
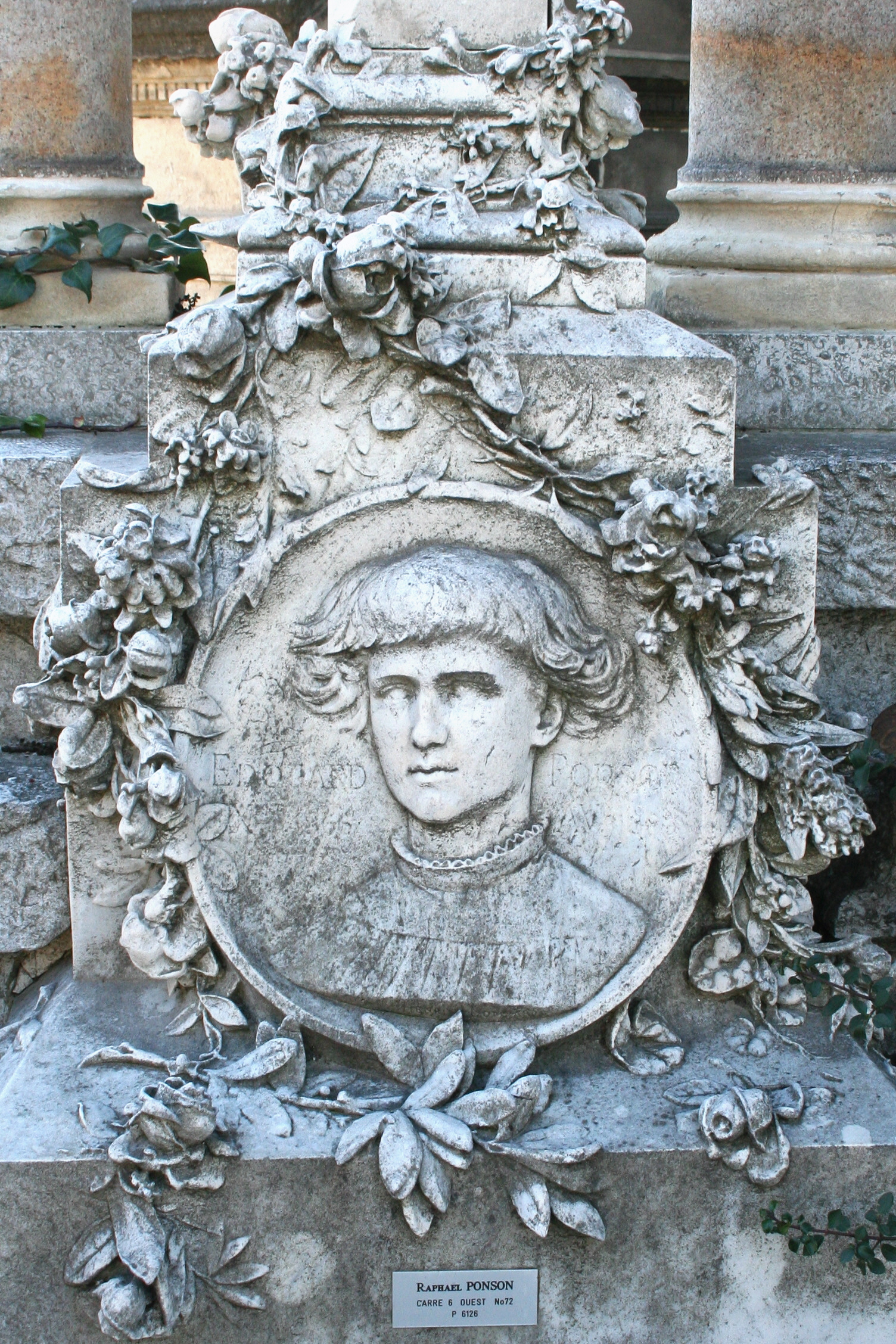
Sépulture Ponson, Marseille, cimetière Saint-Pierre.